# Clarkdale (Arizona)
Pour les articles homonymes, voir Clarkdale.
Clarkdale est une ville située dans le comté de Yavapai dans l'État de l'Arizona aux États-Unis. Selon le Bureau des recensements en 2006, la population y est de 3 836 habitants.

## Démographie
| 1920  | 1930  | 1950  | 1960  | 1970 | 1980  |
| ----- | ----- | ----- | ----- | ---- | ----- |
| 2 435 | 5 526 | 1 609 | 1 095 | 892  | 1 512 |

| 1990  | 2000  | 2010  | - | - | - |
| ----- | ----- | ----- | - | - | - |
| 2 144 | 3 422 | 4 097 | - | - | - |

## Annexe